# Montigny (Sarthe)
Montigny korábbi község Franciaország Loire mente régiójában, Sarthe megyében. 2015. január 1-jén öt másik korábbi községgel egyesült és az így létrejött Villeneuve-en-Perseigne új község része lett.
Lakosainak száma 27 fő (2018. január 1.). Montigny Chassé és Lignières-la-Carelle községekkel határos.

## Népesség
A település népességének változása:
| Lakosok száma | 28   | 27   | 27   |
|               | 2015 | 2017 | 2018 |